# Hardy Bouillon
Hardy Bouillon (* 29. September 1960 in Trier) ist ein deutscher Wirtschaftsphilosoph und Autor.

## Leben
Bouillon studierte Kunstgeschichte und Philosophie (M.A.). Er wurde 1988 an der Universität Trier zum Dr. phil. promoviert und habilitierte sich 1995 in Politischer Philosophie ebendort. Im Jahr 2008 wurde ihm dort der Titel eines außerplanmäßigen Professors verliehen. Im Sommersemester 2004 war er Gastprofessor an der Wirtschaftsuniversität Prag. Vom Sommersemester 2007 bis zum Sommersemester 2009 war er Vertretungsprofessor an der Universität Duisburg-Essen. Im Sommersemester 2009 war er zudem Gastprofessor am Friedrich A. v. Hayek Institut der Wirtschaftsuniversität Wien. Im Sommersemester 2013 nahm er eine Professurvertretung an der Frankfurt School of Finance and Management wahr. Außerdem ist er Dozent an der staatlich nicht anerkannten Privathochschule Swiss Management Center in Wien. Er war Autor des Magazin Novo und ist im Redaktionsbeirat der Zeitschrift eigentümlich frei. Des Weiteren ist er Mitglied der Mont Pelerin Society (seit 1992), der Deutschen Gesellschaft für Philosophie (seit 1993) und war im Beirats der Lobbyorganisation Arbeitsgemeinschaft Selbständiger Unternehmer.
Für ein Buchprojekt erhielt Bouillon eine Förderung der rechtsgerichteten Friedrich A. von Hayek-Gesellschaft.

## Auszeichnungen
- 1992: Olive W. Garvey Fellowship Award

## Schriften (Auswahl)
- hrsg.: Wissenschaftstheorie und Wissenschaften. Festschrift für Gerard Radnitzky aus Anlass seines 70. Geburtstages. Duncker & Humblot, Berlin 1991, ISBN 3-428-07148-4 (= Erfahrung und Denken, Band 74).
- hrsg.: Ordnungstheorie und Ordnungspolitik. Springer, Berlin 1991, ISBN 3-540-54357-0.
- Ordnung, Evolution und Erkenntnis. Hayeks Sozialphilosophie und ihre erkenntnistheoretische Grundlage. Mohr, Tübingen 1991, ISBN 3-16-145713-7 (= Wirtschaftswissenschaftliche und wirtschaftsrechtliche Untersuchungen, Band 28)
- hrsg.: Die ungewisse Zukunft der Universität. Folgen und Auswege aus der Bildungskatastrophe. Duncker & Humblot, Berlin 1991, ISBN 3-428-07006-2 (= Beiträge zur politischen Wissenschaft, Band 60)
- Freiheit, Liberalismus und Wohlfahrtsstaat. Eine analytische Untersuchung zur individuellen Freiheit im klassischen Liberalismus und im Wohlfahrtsstaat. Nomos-Verlags-Gesellschaft, Baden-Baden 1997, ISBN 3-7890-4642-6. (= zugleich Habilitation, Universität Trier, 1996)
- John Locke. Academia-Verlag, Sankt Augustin 1997, ISBN 3-89665-021-1 (= Denker der Freiheit, Band 1)
- Erfolg durch Fair Play. Warum sich Fairness im Business lohnt. Signum, Wien 1998, ISBN 3-85436-269-2.
- Zielgerichtet zum Erfolg. So erreichen Sie im Beruf, was Sie wollen. mvg Verlag, Landsberg am Lech 2000, ISBN 3-478-81237-2.
- Wirtschaft, Ethik und Gerechtigkeit. Buchausgabe.de, Flörsheim 2010, ISBN 978-3-942239-07-3 (= Studien zur Wirtschafts- und Gesellschaftsordnung, Band 9)
- hrsg.: Philosophie der freien Gesellschaft. Ein Karl-Popper-Brevier. Verlag Neue Zürcher Zeitung, Zürich 2013, ISBN 978-3-03823-848-5.
- Kritizistische Wissenschaftstheorie. Eine Einführung illustriert am Beispiel der Klimadebatte. Buchausgabe de., Flörsheim 2021, ISBN 978-3-942239-20-2.